# Liste der Nummer-eins-Hits in Schweden (1980)
Diese Liste enthält alle Nummer-eins-Hits in Schweden im Jahr 1980. Es gab in diesem Jahr 13 Nummer-eins-Singles und acht Nummer-eins-Alben.
| Singles | Alben |
| --- | --- |
| - Secret Service – Oh! Susie - 14 Wochen (19. Oktober 1979 – 24. Januar 1980) - Donna Summer & Barbra Streisand – No More Tears (Enough Is Enough) - 2 Wochen (25. Januar – 7. Februar) - Buggles – Video Killed the Radio Star - 2 Wochen (8. Februar – 21. Februar) - Gyllene Tider – Himmel No.7 / Flickorna på TV2 - 4 Wochen (22. Februar – 21. März) - Pink Floyd – Another Brick in the Wall (Part II) - 2 Wochen (22. März – 3. April) - The Pretenders – Brass in Pocket - 6 Wochen (4. April – 15. Mai) - Tomas Ledin – Just Nu! - 2 Wochen (16. Mai – 29. Mai) - Johnny Logan – What’s Another Year - 6 Wochen (30. Mai – 10. Juli) - Bill Lovelady – One More Reggae for the Road - 12 Wochen (11. Juli – 2. Oktober) - Diana Ross – Upside Down - 6 Wochen (3. Oktober – 13. November) - Stevie Wonder – Master Blaster (Jammin’) - 2 Wochen (14. November – 27. November) - Barbra Streisand – Woman in Love - 2 Wochen (28. November – 11. Dezember) - Gyllene Tider – När vi två blir en - 16 Wochen (12. Dezember 1980 – 9. April 1981) | - Pink Floyd – The Wall - 26 Wochen (14. Dezember 1979 – 12. Juni 1980) - Gyllene Tider – Gyllene Tider - 2 Wochen (13. Juni – 26. Juni) - Flash and the Pan – Light in the Night - 2 Wochen (27. Juni – 10. Juli) - The Rolling Stones – Emotional Rescue - 6 Wochen (11. Juli – 21. August) - Diana Ross – Diana - 6 Wochen (22. August – 2. Oktober) - Olivia Newton-John & Electric Light Orchestra – Xanadu (Soundtrack) - 6 Wochen (3. Oktober – 13. November) - Barbra Streisand – Guilty - 2 Wochen (14. November – 27. November) - ABBA – Super Trouper - 8 Wochen (28. November 1980 – 29. Januar 1981) |